# Danderyds fögderi
Danderyds fögderi avsåg den lokala skattemyndighetens verksamhetsområde i nuvarande Danderyds, Österåkers och Vaxholms kommuner mellan åren 1918 och 1991. Efter detta år omorganiserades skatteväsendet och fögderierna ersattes av en skattemyndighet för varje län - i detta fall den för Stockholms län. År 2004 gick verksamheten upp i det nybildade Skatteverket.
Stora delar av fögderiet kom sedermera att hamna inom flera andra fögderier - Täby, Solna, Norrtälje, Sollentuna och Lidingö fögderier. De delar som efter år 1967 kom att ligga inom Danderyds fögderi föregicks av flera mindre fögderier.
- Sollentuna, Vallentuna och Danderyds fögderi (1720-1852)
- Sollentuna, Vallentuna, Färentuna och Danderyds fögderi (1853-1881)
  - Danderyds, Åkers, Värmdö fögderi (1882-1885)
  - Vaxholms fögderi (1882-1917)
- Åkers fögderi (1946-1948)
- Värmdö fögderi (1949-1966)